# Tomáš Taraba
Tomáš Taraba (* 13. února 1980 Bratislava) je slovenský manažer a politik, od října 2023 ministr životního prostředí SR ve čtvrté vládě Roberta Fica.

## Politické působení
V roce 2006 působil ve Slovenské agentúre pre rozvoj investícií a obchodu na ministerstvu hospodářství SR.
V roce 2019 vstoupil do nově založené krajně pravicové politické strany Kresťanská demokracia – Život a prosperita (později Život – národná strana) poslance Štefana Kuffy, které se ke konci téhož roku stal předsedou.
V letech 2020 až 2023 působil jako poslanec NR SR, zvolený na kandidátce ĽSNS, z jejíž poslaneckého klubu kvůli neshodám krátce po parlamentních volbách odešel a působil jako nezařazený poslanec.
V parlamentních volbách v roce 2023 kandidoval jako nezávislý na kandidátce SNS. V říjnu 2023 se po nesouhlase prezidentky Zuzany Čaputové s původní nominací Rudolfa Huliaka stal ministrem životního prostředí ve čtvrté vládě Roberta Fica.
V evropských volbách v roce 2024 kandidoval na 2. místě kandidátní listiny SNS na funkci europoslance, ale neuspěl.